# Egnasia pellucida
Egnasia pellucida är en fjärilsart som beskrevs av Arnold Pagenstecher 1894. Egnasia pellucida ingår i släktet Egnasia och familjen nattflyn. Inga underarter finns listade i Catalogue of Life.